# Sungai Mahakam
Sungai Mahakam (engelska: Mahakam River) är ett vattendrag i Indonesien.   Det ligger i provinsen Kalimantan Timur, i den nordvästra delen av landet, 1 300 km nordost om huvudstaden Jakarta.